# 共同市场法律评论
《共同市场法律评论》(Common Market Law Review)是由荷兰莱顿大学欧洲研究所和英国国际法和比较法研究所联合主办的关于欧盟法律的学术刊物。该期刊创刊于1963年，是关于欧盟法历史最悠久、最权威的学术期刊。由Kluwer法律出版社出版。
《共同市场法律评论》覆盖的主题包括欧盟法、欧盟对外关系、市场监管、消费者保护、冲突法、政府采购、金融市场等等。该刊物还对欧洲法院、欧洲人权法院等案例进行跟踪研究。